# Зимин, Лев Александрович
Лев Александрович Зимин (1886, Орёл, Орловская губерния, Российская империя — 1920) — тюрколог, арабист, иранист, историк Средней Азии, доцент кафедры арабского языка на восточном факультете Бакинского государственного университета (1918—1919).

## Биография
Родился в семье инженера-технолога. Поступил в 1904 и в 1909 окончил факультет восточных языков СПбУ, являлся одним из самых способных учеников академика В. В. Бартольда. Преподавал сартовский язык в Ташкенте, затем руководил учебным заведением в Мерве. Член правого крыла ПСР с 1917 по 1920. В начале 1919, как один из наиболее уважаемых людей в крае, по желанию местного населения и против своей воли единогласно избран на должность комиссара по иностранным делам (управляющего иностранными делами) в эсеровское Закаспийское временное правительство. Был известен как принципиальный противник применения смертной казни к политическим противникам, предотвратил многие случаи кровопролития. Поэтому от него скрыли предстоящую казнь 26 бакинских комиссаров, о которой тот узнал постфактум, тем не менее сумел спасти от расправы их жён и детей. 14 марта 1919 вышел из состава Комитета общественного спасения Туркменистана. С ноября 1919 доцент кафедры арабского языка на восточном факультете Бакинского государственного университета. Издал арабскую хрестоматию и словарь, по которым велись занятия в университете. После взятия Баку арестован 3 мая 1920, а уже через неделю приговорён особым отделом РВС 11-й армии к ВМН и в тот же день расстрелян. Сведения о сути предъявленных обвинений и расстреле опубликованы в газете «Коммунист» № 8 за 11 мая 1920.

## Публикации
- Вакуфные документы. ТВ. 1910. № 285;
- Четвёртый поход Тимура на Хорезм. Там же. № 286;
- Учебник сартовского языка, основанный на натуральном методе. Вып. 1. Ташкент, 1911;
- Мусульманское сказание о городе Оше. ПТКЛА. Ташкент, год 17-й. 1913. С. 3-16;
- Зерцало побед и его значение для истории Кокандского ханства. Там же. С. 31-38;
- Развалины старого Пейкенда. Там же. С. 58-89;
- Первые шаги Алим-хана на государственном поприще. Там же. С. 101—108;
- Краткая историческая справка о древнем Сохе. Там же. Год 18-й. 1914. С. 19-21;
- Подробности смерти Тимура. Там же. С. 37-52;
- Дополнение к статье о смерти Тимура. Там же. С. 53-54;
- Персидское искусство. ТВ. 1914. № 166;
- Дневник похода Тимура в Индию Гияс-ад-Дина Али. Пг., 1915;
- Отчёты о весенних и летних раскопках 1914 г. в развалинах Старого Пейкенда. ПТКЛА. Ташкент, год 19-й. 1915. С. 63-131;
- По поводу статьи об учебниках сартовского языка. ТВ. 1915. № 276;
- Отчёт о двух поездках по Бухаре с археологической целью. ПТКЛА. Ташкент, год 20-й. 1916. С. 119—156;
- Действия Омар-Шейха, сына Тимура, в Кашгаре, Фергане и Монголии. ПЗКЛА. Асхабад, 1916. Вып. 2. С. 1-10;
- Старый Фараб: (Развалины у Аму-Дарьи). Там же. 1917. Вып. 3. С. 1-8;
- Краткий отчёт о поездке по Бухаре в 1916 г. ПТКЛА. Ташкент, год 21-й. 1917. С. 102—104;
- Краткая арабская хрестоматия и словарь. Баку, 1920;
- Нахшеб, Несеф, Кариш: Их история и древности. Бартольд, 1927. С. 197—214.